# No. 2 North Bay
No. 2 North Bay ist eine Bucht im an der Nordküste von Cockatoo Island des australischen Bundesstaates Western Australia.
No. 2 North Bay ist 650 Meter breit und 310 Meter tief. Die Küstenlänge beträgt 1,1 Kilometer. Im Westen liegt die Bucht No. 1 North Bay und Im Osten No. 3 North Bay.